# Absolution (альбом Єгора Грушина)
Absolution — другий студійний альбом українського неокласичного композитора та піаніста Єгора Грушина, презентований 1 лютого 2013 року.

## Про альбом
Протягом 2012 року Єгор записав приблизно 20 композицій, і тільки 12 із них увійшли до альбому. Особливістю цієї платівки в тому, що це був перший альбом Грушина, повністю записаний на професійному студійному обладнанні.
|  | «В «Абсолюції» я відкрив себе, свою душу, за щось таким чином попросив пробачення, чи дав обіцянку. Після завершення роботи я відчув, що отримав той душевний спокій, до якого прагнув» – коментує власну роботу композитор на своєму сайті. |

|  | Головний «герой» альбому — фортепіано, функцією якого є здебільшого прелюдування, тобто перебирання арпеджій, їх, коли розібратися, досить традиційної послідовності, яку час від часу порушує новий, свіжий акорд. Акуратні експерименти з електронікою, вкраплення звучання камерного оркестру на доданок до розлогої фортепіанної партії — ось інструментальна палітра «Absolution», — пише у своїй рецензії мистецтвознавець Олена Чекан |

Відразу після випуску студійної роботи Єгор Грушин дає тур Україною на підтримку альбому. Під час туру композитор записує саундтрек до короткометражного фільму «Янголи помирають на світанку» режисера Ярослава Турківського.
У грудні 2013 року Єгор Грушин дає великий сферичний концерт у Києві: за допомогою проєкторів на стелі будівлі відбувалась космічна візуалізація композицій піаніста. Концерт відбувся у залі «Atmasfera 360».

## Список композицій
| #   | Назва              | Тривалість |
| --- | ------------------ | ---------- |
| 1.  | «Solution»         | 1:43       |
| 2.  | «Prelude»          | 2:56       |
| 3.  | «Sentimenti»       | 3:55       |
| 4.  | «Sonata Education» | 5:36       |
| 5.  | «Dawn Viola»       | 4:18       |
| 6.  | «Follow»           | 3:34       |
| 7.  | «Ritorno»          | 2:24       |
| 8.  | «Life»             | 5:41       |
| 9.  | «Variant 23»       | 3:16       |
| 10. | «Absolution»       | 4:26       |
| 11. | «New Theme»        | 3:30       |
| 12. | «Night»            | 2:30       |